# Der Kerl liebt mich – und das soll ich glauben?
Der Kerl liebt mich – und das soll ich glauben? ist ein deutscher Spielfilm von Marran Gosov aus dem Jahr 1969.

## Inhalt
Drei Dinge hat sich die junge Berlinerin Tony für ihr Leben vorgenommen und auf einem Poster notiert: Nicht lügen, Jungfrau bleiben und einmal Harley-Davidson fahren. Punkt eins streicht sie aufgrund ihrer bisherigen Lebenserfahrung, doch viel schlimmer ist die aktuelle Situation. Seit zwei Monaten hat sie ihre Miete nicht gezahlt und bevor der Vermieter sie am Abend aus der Wohnung wirft, geht sie lieber freiwillig – mit einem leeren Vogelkäfig, einem Koffer und mehreren Büchern, die sie sofort an einen Bekannten weitergibt. Der Einzige, den sie in Berlin flüchtig kennt, ist der Antiquitätenschmuggler Rolf Olvedi. Sie zieht bei ihm ein, will mit ihm jedoch keine Beziehung anfangen. Sie wetten scherzhaft um ihre Jungfernschaft, doch bald trennen sich ihre Wege, da Rolf immer öfter von der Polizei überrascht wird.
Mit einigen der gestohlenen Schmuckstücke aus Rolfs Wohnung begibt sich Tony per Anhalter nach München. Hier lernt sie den jungen Erfinder Stefan kennen und zieht bald darauf in seine Wohnung. Mit ihm, der das Gegenteil von Rolf ist, beginnt sie ein Verhältnis und streicht bald Punkt zwei von ihrer Liste. Stefan hat sich in den Kopf gesetzt, Trockenski zu erfinden, die mit Motor angetrieben werden. Um seine Erfindung beim Patentamt anzumelden, braucht er Geld. Einen Teil kriegt Tony durch das Versetzen des gestohlenen Schmucks zusammen, einen anderen Teil will Stefans Freund Rainer beisteuern – wenn sich denn Tony mit ihm zur Scheckübergabe trifft. Die willigt ein und kann auch den eifersüchtigen Stefan besänftigen. In der Disko trifft sie nicht nur Rainer, sondern auch Rolf. Während Rainer kurze Zeit später geht und Tony einen hohen Scheck dalässt, überredet Rolf Tony, einen seiner Kontaktmänner aufzusuchen und diesem einen ominösen Beutel zu überreichen. In der angegebenen Wohnung ist jedoch kein Kontaktmann, sondern die Polizei, die Tony mit aufs Revier nimmt. Es gelingt ihr, sich unschuldig zu stellen, sodass sie am nächsten Morgen gehen darf. Stefan wiederum denkt, sie habe die Nacht bei Rainer verbracht und Tony packt enttäuscht ihre Sachen. Dass er sie liebt, kann sie nicht mehr glauben.
Sie fliegt zurück nach Berlin und zieht wieder in Rolfs Unterkunft ein – diesmal eine noble Villa, die er sich mit Dutzenden weißen Kaninchen teilt. Rolf hat gerade mit seinen kriminellen Geschäften 70.000 DM eingenommen und will nun nur noch ehrlicher Arbeit nachgehen. Überraschend erscheint Stefan auf einem Prototyp seines Trockenskis und führt ihn Rolf vor. Der hat nun seine neue Geschäftsidee gefunden und beide Männer vergessen über ihren Planungen der Zukunft die Frau im Bunde. Also packt Tony erneut ihre Sachen und zieht aus. Vor Rolfs Villa hält sie einen Harley-Davidson-Fahrer an, der sie, ihren Koffer und den leeren Vogelkäfig mitnimmt. Nun ist auch Punkt drei der Liste erfüllt.

## Produktion
Die Uraufführung des Films fand am 5. September 1969 statt.

## Kritik
Das Lexikon des internationalen Films schrieb, dass der „Film einige reizvolle Momentaufnahmen und Stimmungsbilder aus dem Leben junger Leute Ende der 60er Jahre [enthalte], die in ihrer authentischen Frische dokumentarischen Charakter haben.“ Marran Gosov habe den Film „im Stil seiner ‚Engelchen‘-Komödien als Kinounterhaltung mit leichter Hand inszeniert.“
Der Filmdienst kritisierte Der Kerl liebt mich – und das soll ich glauben? als „nur zum Teil witzig und mit manchen Ausrutschern und Längen“. Zu einer ähnlichen Einschätzung gelangt der Evangelische Film-Beobachter: „Trotz Schätzchen Uschi Glas und einiger Anleihen aus der ‚Jungfrau von Bamberg‘ gelang dieser […] Film um die amourösen Erlebnisse eines Mädchens zwischen München und Berlin nur zu einer recht schmalspurigen Filmkomödie.“